# Östtysklands gränstrupper
Östtysklands gränstrupper (tyska: Grenztruppen der Deutsche Demokratische Republik) var den uniformerade styrka som bemannade den östtyska gränsbevakningen från 1949 till Tysklands återförening 1990.

## Organisation
Ursprungligen var gränstrupperna en del av den reguljära polisen, men efter Berlinmurens byggande i augusti 1961 överfördes ansvaret till den östtyska militären (Nationale Volksarmee). Från 1973 blev gränstrupperna en självständig uniformerad kår inom det östtyska inrikesministeriet. Rutinärenden hanterades direkt av gränstrupperna, men om dessa fattade misstankar kunde ärendet överlämnas till Ministeriet för statssäkerhet (Stasi). 

## Storlek
Ett år före den tyska återföreningen 1989, bestod gränstrupperna av 47.000 man och detta var den största styrkan av gränstrupper inom Warszawapakten vid sidan av Sovjetunionens. Omkring nio tiondelar av styrkan var avdelade till att bevaka Östtysklands inomtyska gränser, medan gränserna mot de kommunistiska grannländerna Polen och Tjeckoslovakien inte var lika resurskrävande.

## Gränskontroller i Berlin
Även om Östberlin utgjorde Östtysklands huvudstad, var hela Berlin en ockuperad stad fram till den tyska återföreningen 1990. Enligt fyrmaktsöverenskommelsen hade uniformerad militär personal från de fyra allierade rätt att obehindrat få tillträde till samtliga sektorer i staden. Från östtyskt och sovjetiskt håll var man så illa tvungen att låta amerikanska, brittiska och franska militärer ströva fritt utan att dessa kunna avvisas eller ens behöva be om tillstånd, så länge de kunde identifiera sig.
Gränsen mellan Öst- och Västberlin var inte någon statsgräns utan endast en demarkation mellan ockupationsmakternas sektorer, eller mer precist en gräns mellan den ockuperade stadens två civila förvaltningar. Med den sovjetiska ockupationsmaktens tillstånd kunde dock gränstrupperna verka som en uniformerad gränskontroll med behörighet att över civila personer som sökte passera sektorgränsen vid Berlinmuren.

## Republikflykt
Volkskammer, den östtyska lagstiftande församlingen, hade antagit lagstiftning som gjorde det till brottsligt att försöka lämna landet utan tillstånd. Brottsrubriceringen för dem som infångades var republikflykt och gränstrupperna hade mandat att stoppa flyktförsök med dödligt våld.
Det totala antalet dödsoffer bland dem som försökte fly är emellertid oklart. Enligt åklagarmyndigheten i Berlin rör det sig om minst 271 personer som aktivt dödades av östtyska gränstrupper. Den efter murens fall tillsatta myndigheten Zentrale Ermittlungsgruppe für Regierungs- und Vereinigungskriminalität redovisade 421 misstänkta fall. Arbeitsgemeinschaft 13. August redovisar 1 008 fall, då även personer som drunknat under flykt över Östersjön, dött i olyckor under pågående flykt, begått självmord efter upptäckt flyktförsök, med flera dödsorsaker, räknas in.

## Galleri

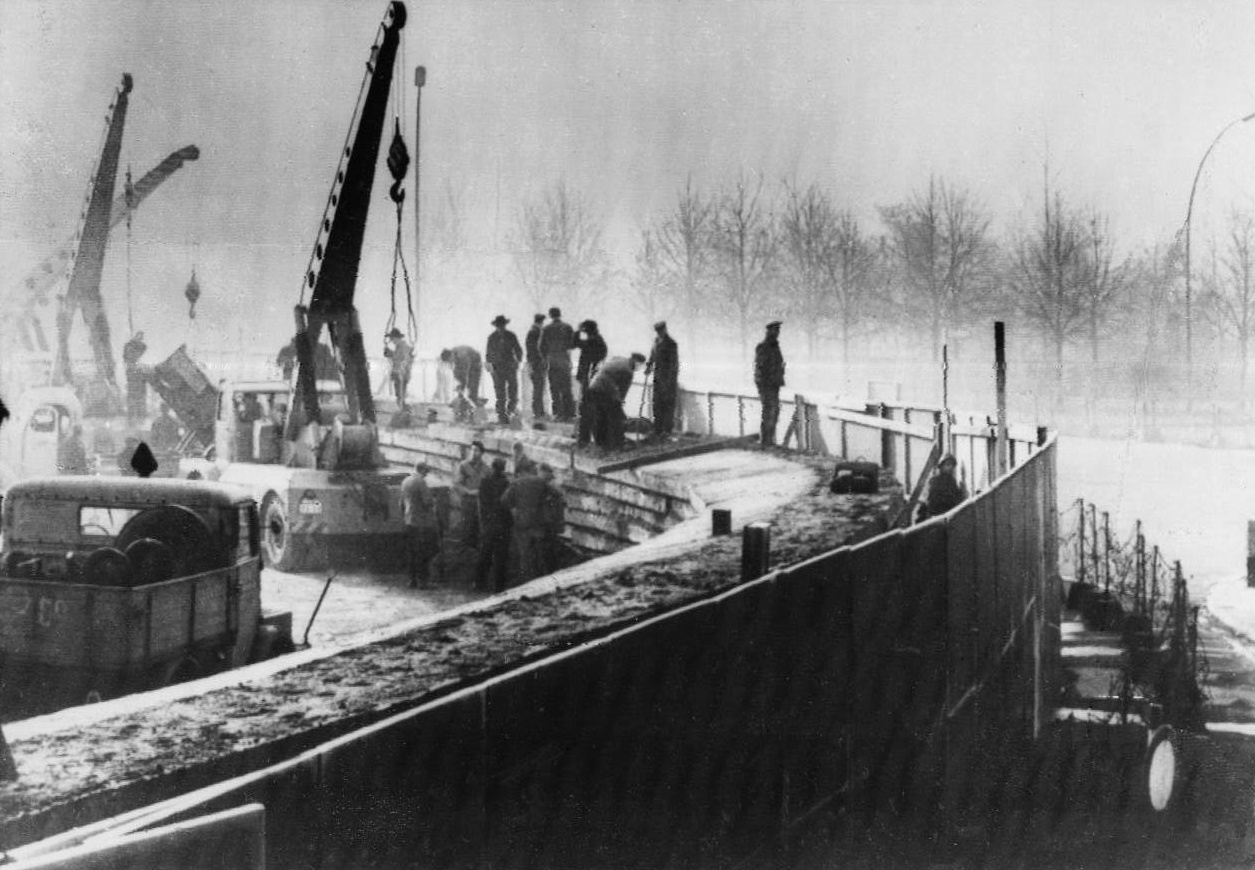
Berlinmuren börjar byggas 1961
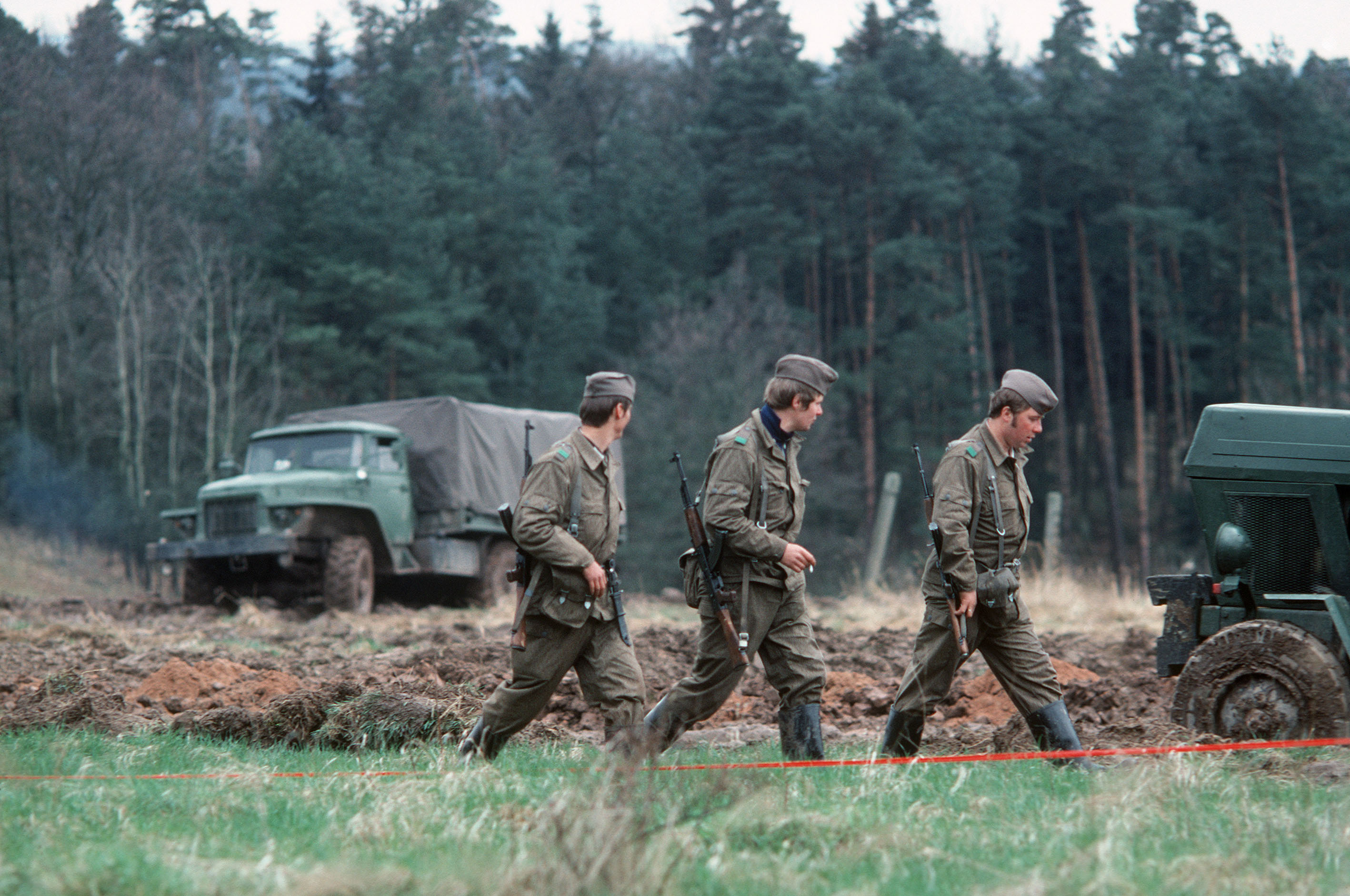
Östtyska gränstrupper
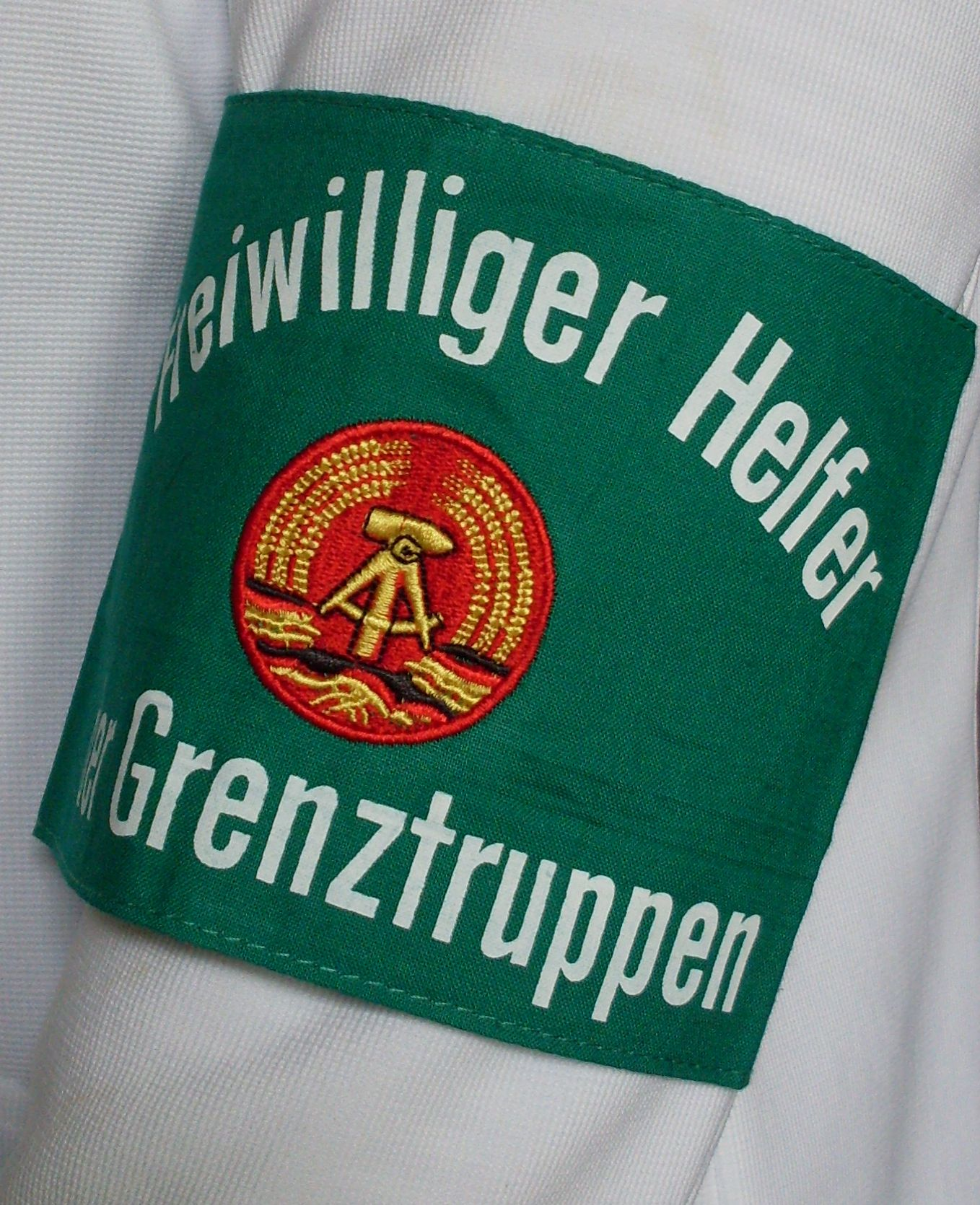
Armbindel för gränshemvärnsman